# Stadtpfarrkirche Mariä Himmelfahrt (Weilheim)

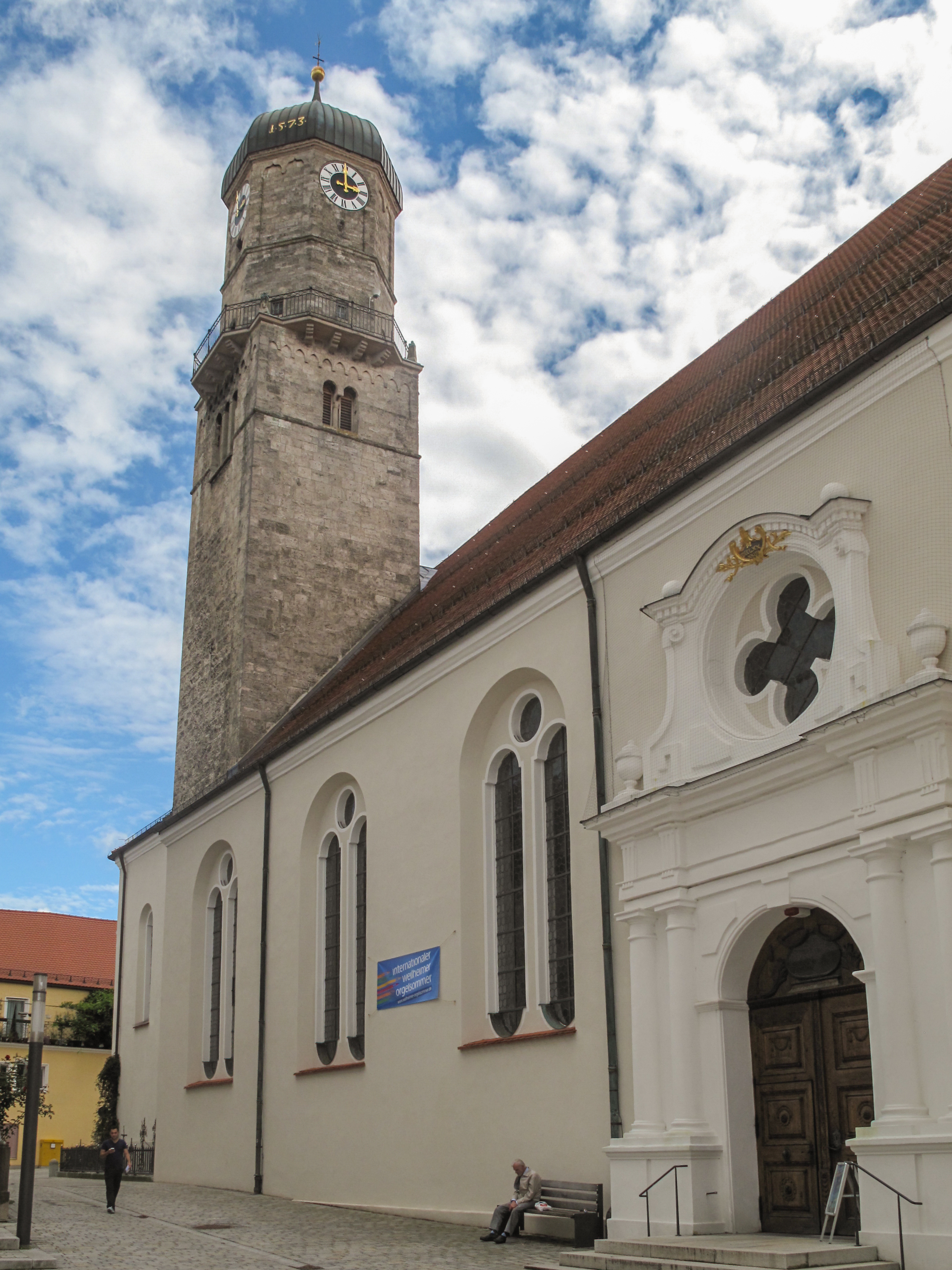
Nordfassade von Nordwesten

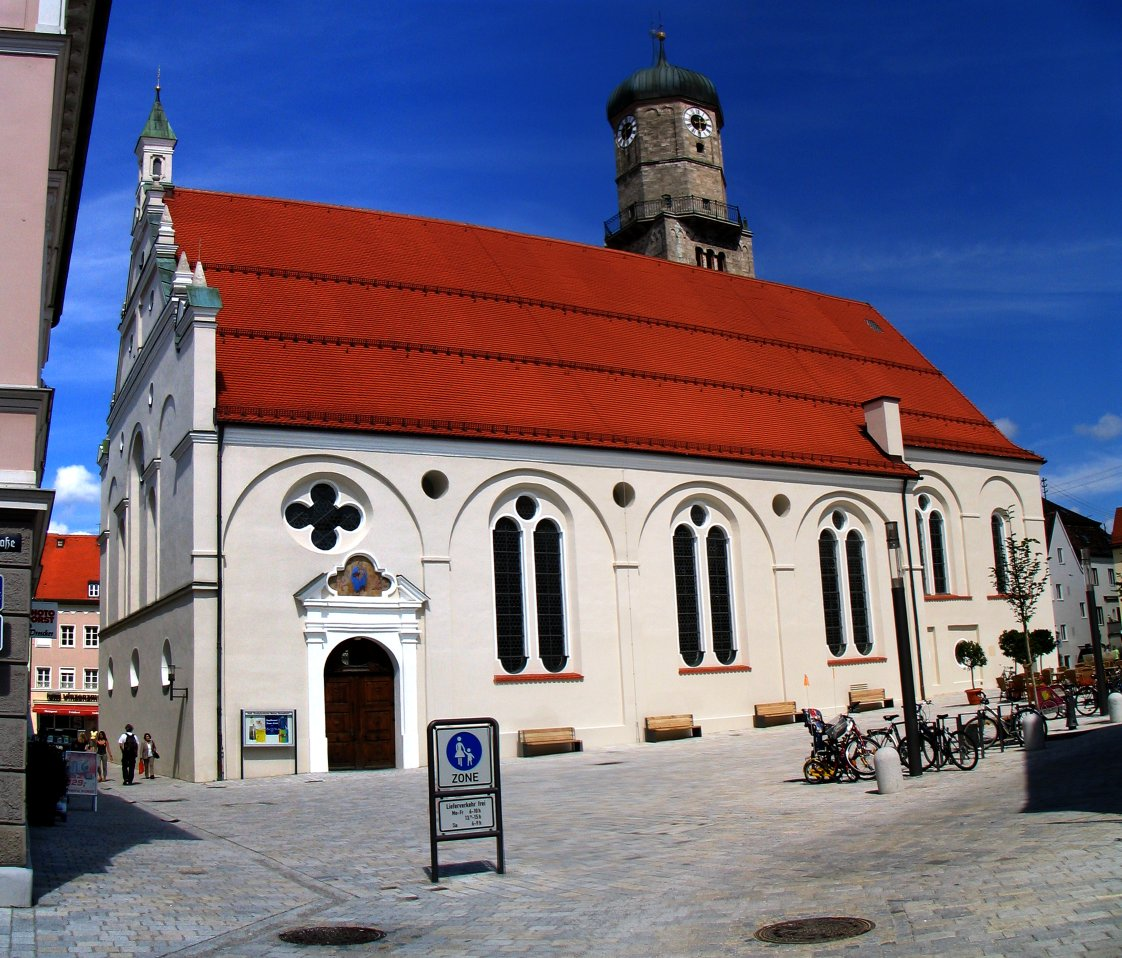
Außenansicht von Südwesten

Die Stadtpfarrkirche Mariä Himmelfahrt ist eine katholische Pfarrkirche am Marienplatz von Weilheim in Oberbayern, die zu den größten Sakralbauten im Pfaffenwinkel zählt.

## Geschichte
Der Vorgängerbau der heutigen Kirche stammt aus dem 13. und 14. Jahrhundert und war im gotischen Stil ausgeführt. Von diesem wurde beim Abriss 1624 nur der Turm stehen gelassen, der 1573 unter Hans Guggemoos mit einer Welschen Haube bekrönt wurde. Während des Dreißigjährigen Krieges errichtete Bartholomäus Steinle von 1624 bis 1628 einen Neubau im Stile des Manierismus, also am Übergang zwischen Renaissance und Barock; mitgewirkt hat ferner der in Weilheim geborene Bildhauer und Baumeister Hans Krumpper. Der Bau war die erste freitragende Wandpfeilerkirche in einer süddeutschen Landstadt. Als Vorbild diente die ebenfalls manieristische Jesuitenkirche St. Michael in München (erbaut von 1583 bis 1597).
Die letzte Kirchenrenovierung fand 2004 statt. Dabei wurden auch sechs neue Glocken eingebaut, wobei die kleinste ursprünglich in den kleinen Dachreiter auf der Westseite der Kirche kommen sollte. Dies stellte sich als problematisch heraus, sodass auch die sechste Glocke in den Hauptturm versetzt wurde.

## Beschreibung

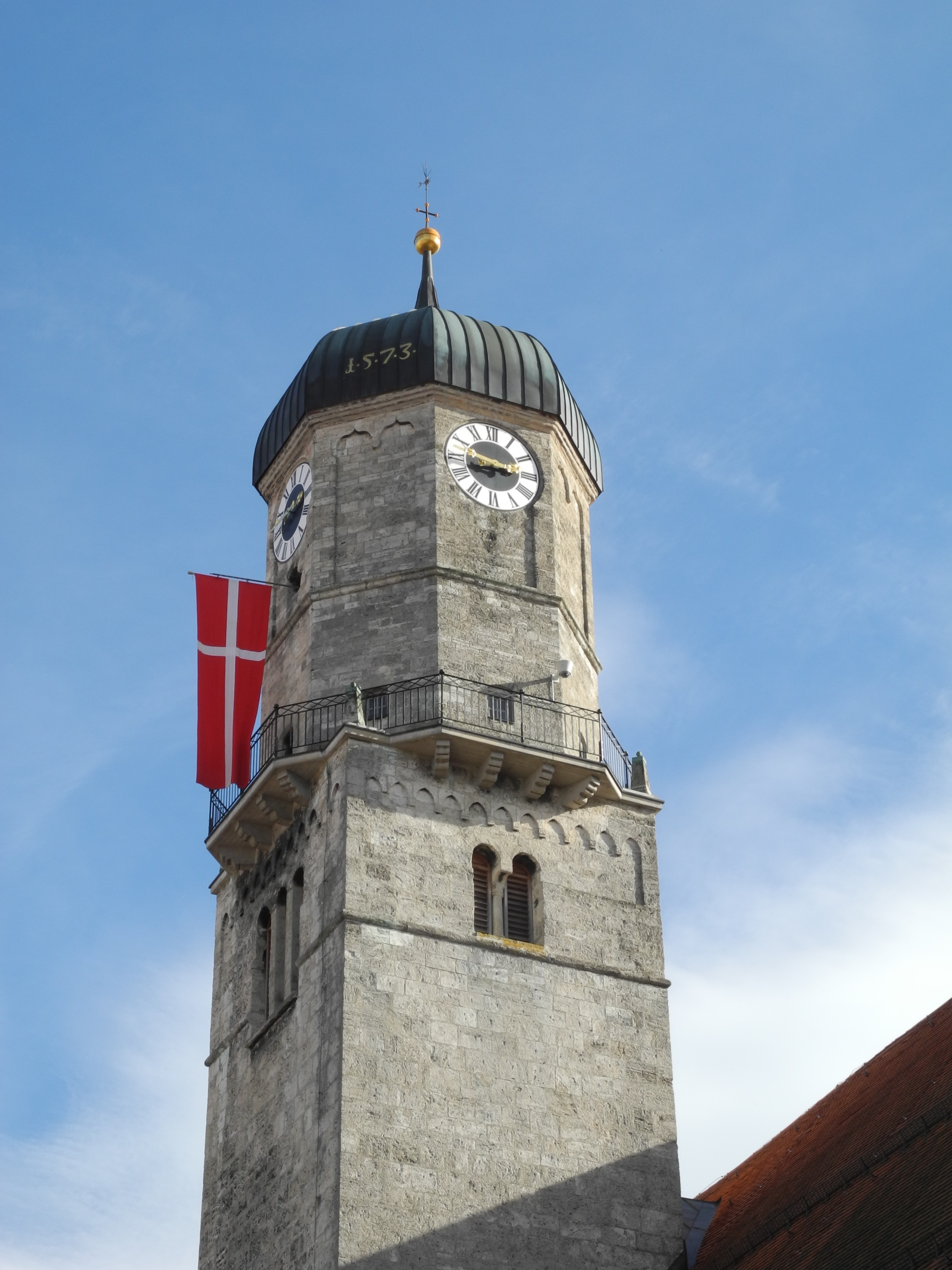
Turm mit Welscher Haube von 1573

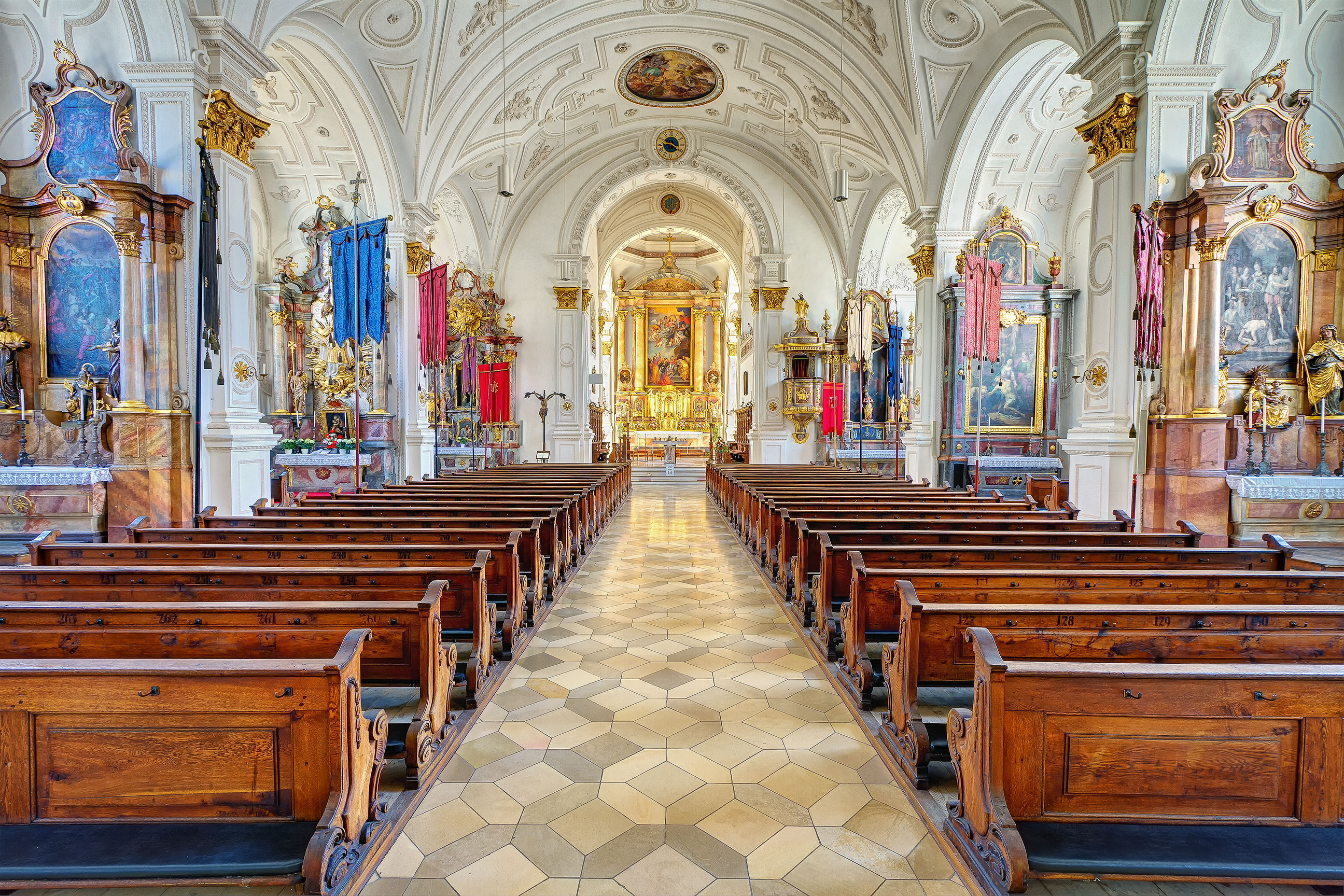
Innenraum

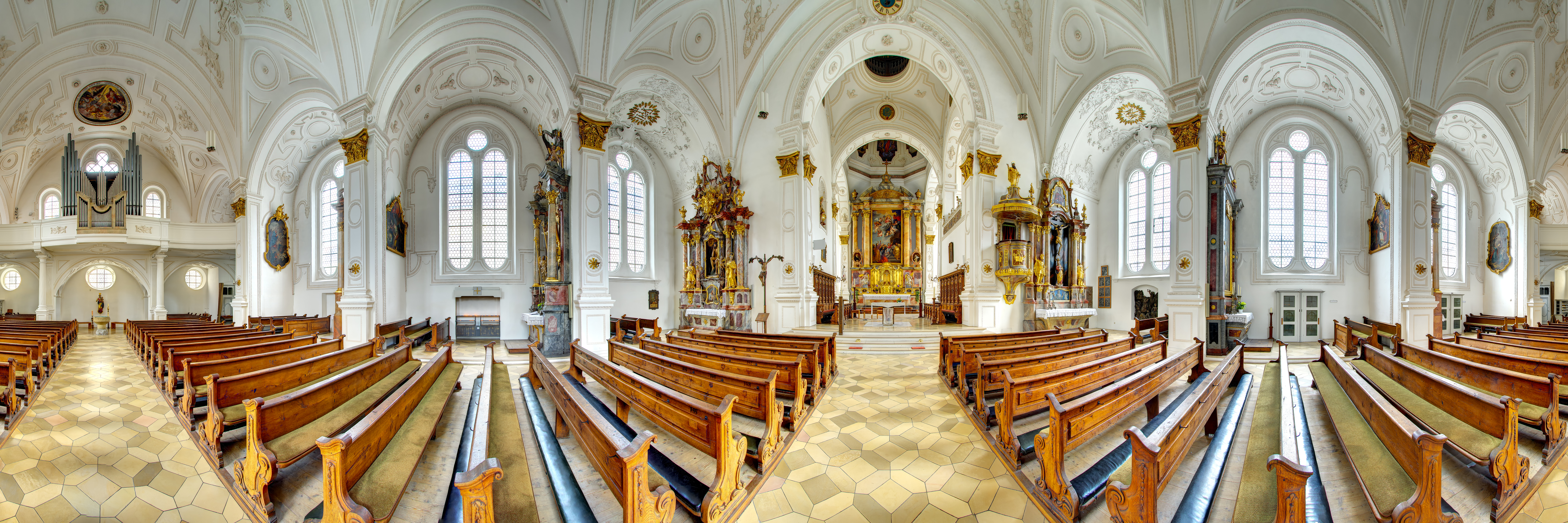
360°-Panorama des Innenraums

### Außenbau
Von der romanischen Vorgängerkirche sind nur noch Reste im unteren Teil des Kirchturms erhalten. Von 1624 bis 1631 wurde der gegenwärtige Kirchenbau unter der Leitung des Bildhauers Bartolomäus Steinle aufgeführt. Die Ausführung der Architektur und die Stuckarbeiten werden Georg Praun von der nahegelegenen Wessobrunner Schule zugeschrieben. Der Baukörper ist etwa 45 Meter lang und 25 Meter breit.
Im Turm befindet sich über der Glockenstube die Stube des Türmers, der über einen durch ein Geländer gesicherten Rundgang freien Blick auf die Stadt hatte.

### Innenraum
Bei der Stadtpfarrkirche Mariä Himmelfahrt handelt es sich um eine tonnengewölbte Wandpfeilerkirche mittlerer Größe. Der Gemeindesaal verfügt über vier Langhausjoche, wobei das westliche Joch von der Orgelempore überdeckt wird. An den Stirnen der Wandpfeiler stehen korinthische, auf hohen Postamenten gestellte Pilaster. Auf den Pilastern ruhen Gebälkstücke, die die flache, durch Gurtbögen gegliederte Stichkappentonne tragen. Gegliedert wird der Innenraum vor allem durch die Wandpfeiler. Zwischen ihnen befinden sich an beiden Langhausseiten je drei Seitenkapellen, in denen geostete Altäre stehen. Die Kapellen werden von abgeflachten Quertonnen gedeckt. Im Gegensatz zu den leicht gedrungenen Proportionen des Gemeindesaals ist der Chor steiler aufgebaut. Er besteht aus einem fensterlosen Chorjoch und einem Altarhaus mit Fünfachtelschluss und Kuppel. Die Kuppel stellt das erste von Deutschen nördlich der Alpen erbaute achtseitige Klostergewölbe mit Laterne dar, möglicherweise inspiriert durch den Salzburger Dom sowie durch die Planungen Friedrich Sustris’ für die Münchner St.-Michaels-Kirche. Der Chor wird von dem nördlich gelegenen Turm und der südlich gelegenen Sakristei ungewöhnlich stark eingeengt.

### Ausstattung

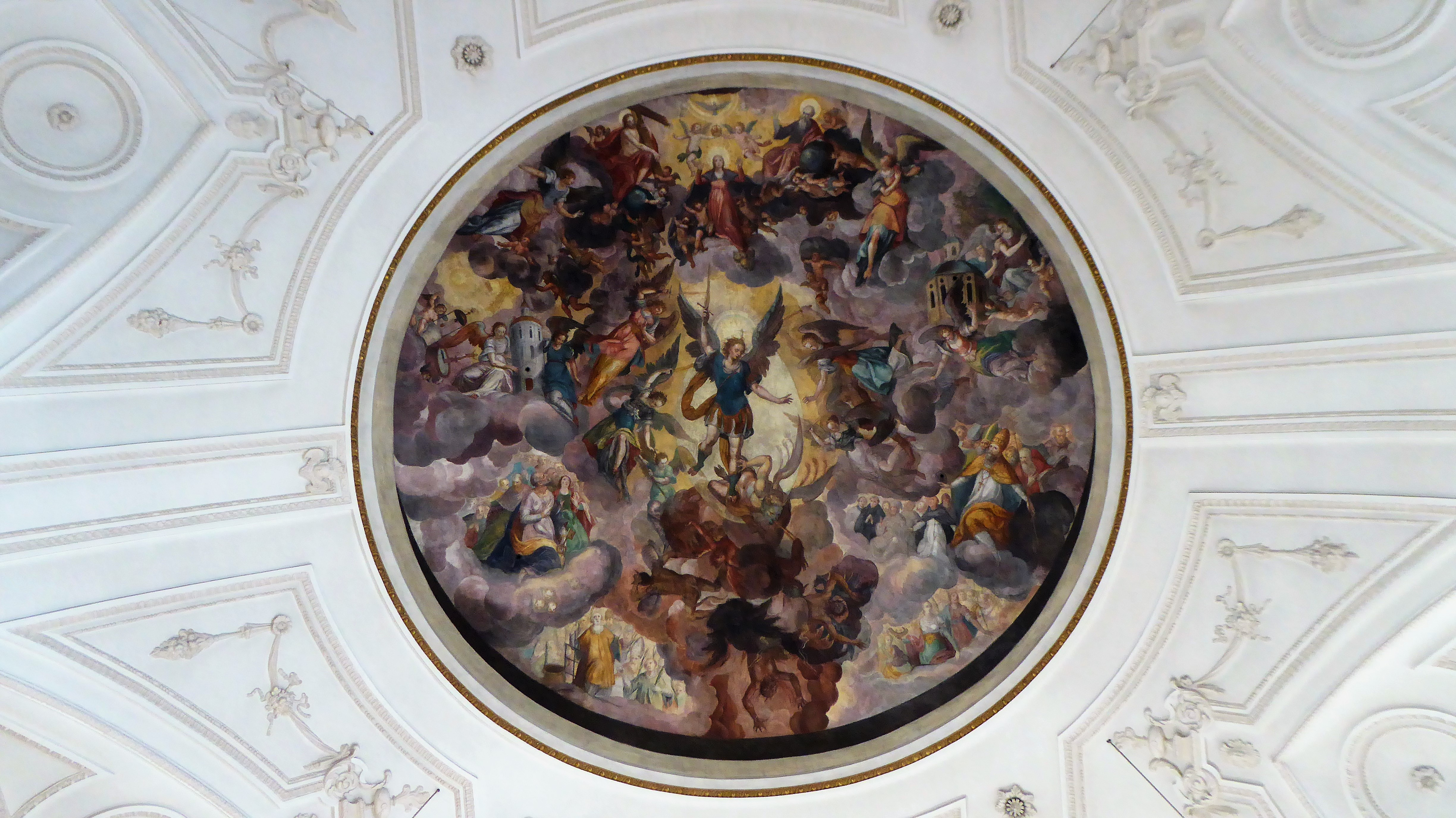
Siegreiche Erzengel über Lucifer von Elias und Johann Greuter, 1627

Die Ausstattung der Kirche ist äußerst umfangreich und kunsthistorisch interessant. So ist der Stuck im Kircheninneren das erste nachweisbare Werk der „Wessobrunner Schule“ und entstand wahrscheinlich durch Jörg Schmuzer. Die zum großen Teil geraden und ebenmäßigen Formen weisen auf die frühe Entstehungszeit hin. Die Deckenfresken schufen der Weilheimer Maler Elias Greuter der Ältere und sein Sohn Johann Greuter im Jahr 1627; sie gehören zu den frühesten Versuchen monumentaler Deckenmalerei in Deutschland. Dargestellt ist ein glorreicher Erzengel Michael der unter den Augen Marias den Luzifer in die Hölle stößt. Mit der Verherrlichung Mariens und der Erzengel wurde ein typisches Motiv der Gegenreformation gewählt. Eine versteckte Besonderheit bilden die Fresken in der Kuppel über dem Altarraum. Üblicherweise kennt der katholische Ritus nur die Verehrung der drei Erzengel Michael, Gabriel und Raphael. Hier sind die sieben Erzengel der orthodoxen Schwesterkirche im Kreise mit der Gottesmutter Maria dargestellt, also Uriel, Barachiel, Salathiel und Jehudiel, was der damaligen Zeitströmung entsprach. Es wird angenommen, dass dies im Zusammenhang mit der zeitgleich im Bau befindlichen von Pius IV. beauftragten Kirche Santa Maria degli Angeli in Rom zu sehen ist.
Die Altäre stammen aus unterschiedlichen Stilepochen. Das Hochaltarblatt wurde von dem Münchener Barockmaler Johann Ulrich Loth im Jahre 1642 geschaffen. Für die Darstellung der Aufnahme Mariens in den Himmel diente ein berühmtes Gemälde von Peter Paul Rubens für die Kathedrale von Antwerpen als Vorbild. Der erste der beiden Seitenaltäre auf der linken Seite wurde von dem Weilheimer Bildhauer Franz Xaver Schmädl in der Zeit um 1760 im Stile des Rokoko gestaltet. Der vordere Altar im ersten Langhausjoch birgt in seiner Mittelnische die Holzfigur Christus in der Rast aus der Zeit um 1510. Der hintere Seitenaltar von Schmädl im zweiten Langhausjoch zeigt den heiligen Ulrich (890–973), Bischof von Augsburg, und an seiner Predella eine Kopie des Gnadenbildes Maria Hilf von Lucas Cranach dem Älteren. Der hintere Seitenaltar links ist im Stile des Klassizismus ausgeführt. Das Hauptbild von Johann Greuter zeigt die Enthauptung der Märtyrerin Margareta von Antiochia, das Auszugsbild von dessen Vater Elias die Anbetung des Jesuskindes durch die drei Weisen aus dem Morgenland. Rechts des runden Chorbogens befinden sich die Kanzel und der Kreuzaltar mit dem Gnadenbild der schmerzhaften Muttergottes von Bartholomäus Steinle. Das zentral angebrachte Kruzifix wird von den Figuren der Märtyrer Georg und Sebastian flankiert. Der nächste Seitenaltar enthält ein ursprünglich für das Kloster Ettal geschaffenes Altarblatt mit einer Darstellung der Beweinung Christi, geschaffen von dem österreichischen Künstler Martin Knoller. Der hinterste Seitenaltar rechts enthält wiederum ein Altarblatt von Elias Greuter dem Älteren, das die Enthauptung Johannes des Täufers zeigt. Auf der Predella steht die Skulpturengruppe Anna selbdritt. Die heilige Anna gilt neben der Jungfrau Maria als zweite Stadtpatronin Weilheims.

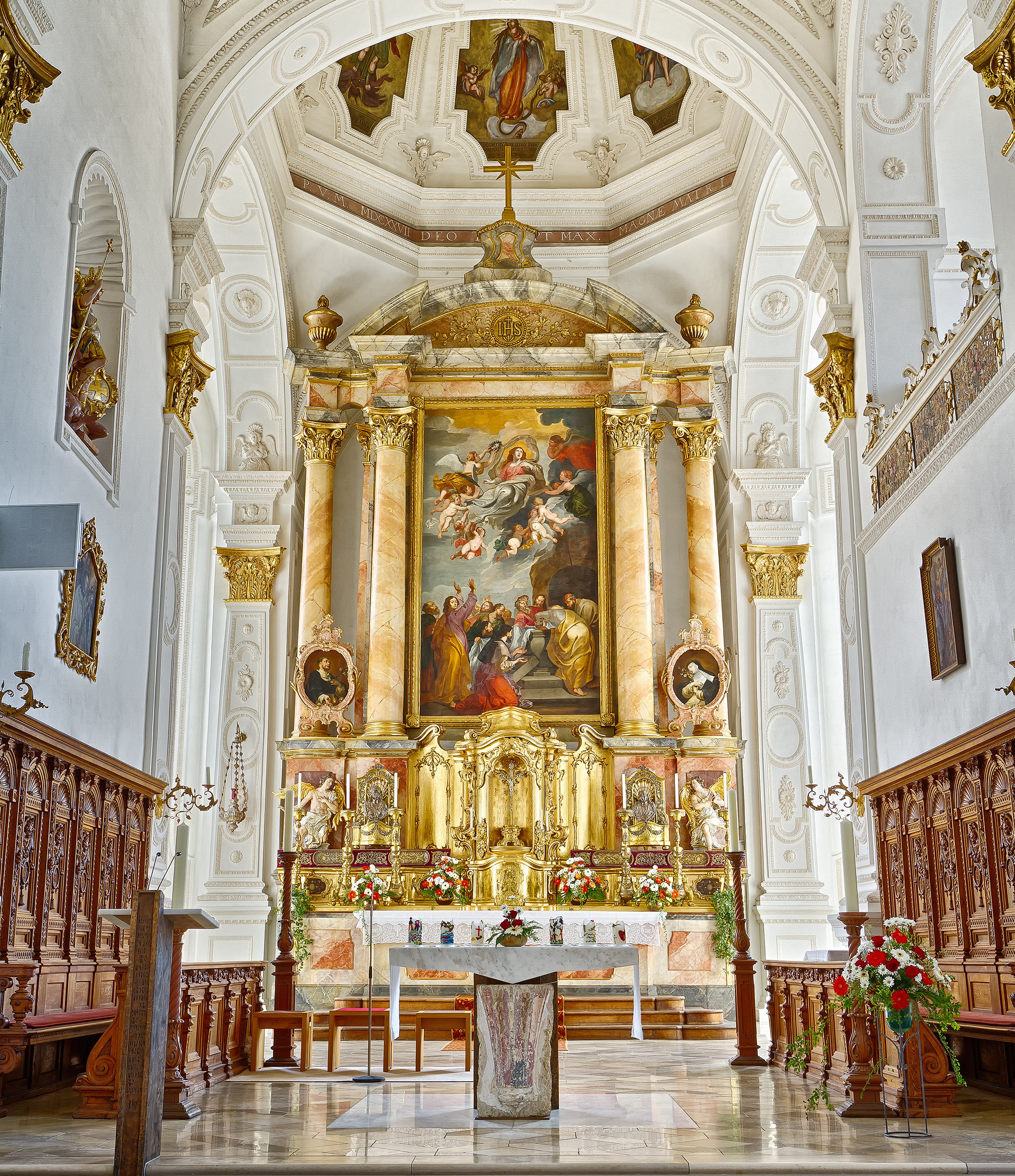
Altarraum
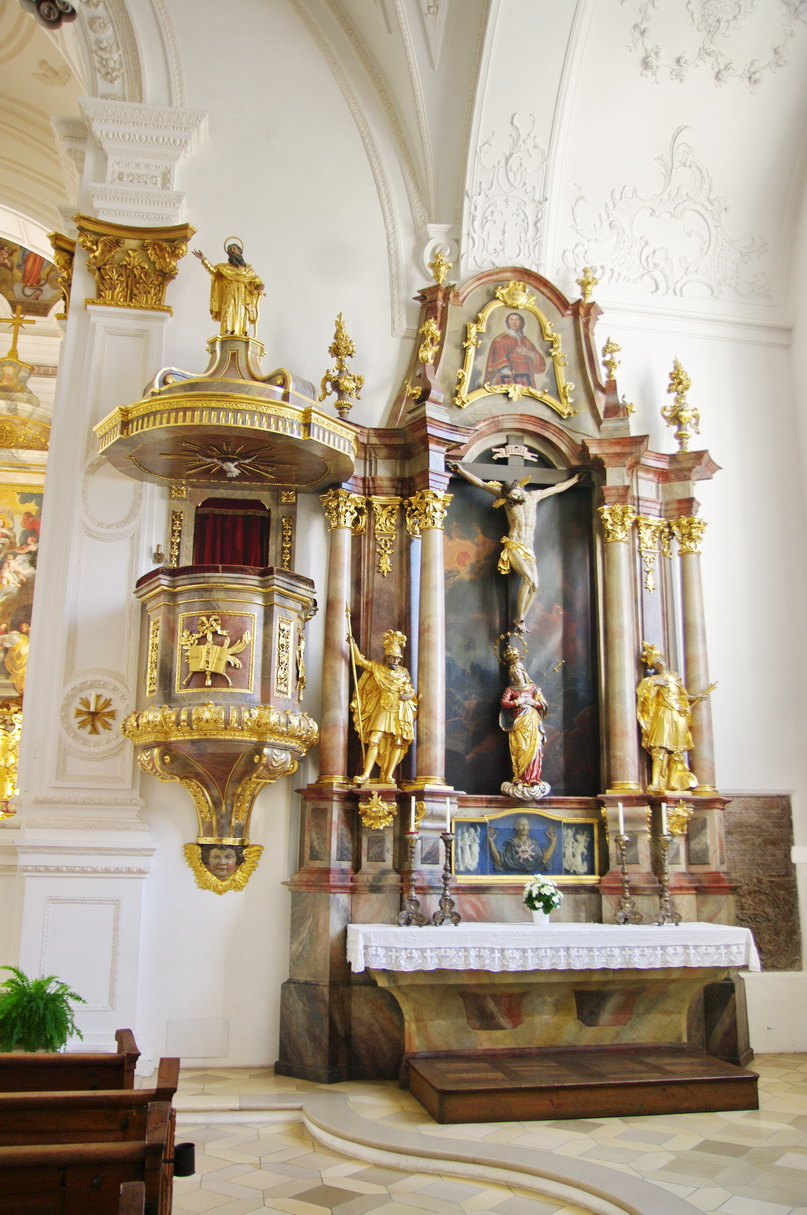
Kanzel und Kreuzaltar
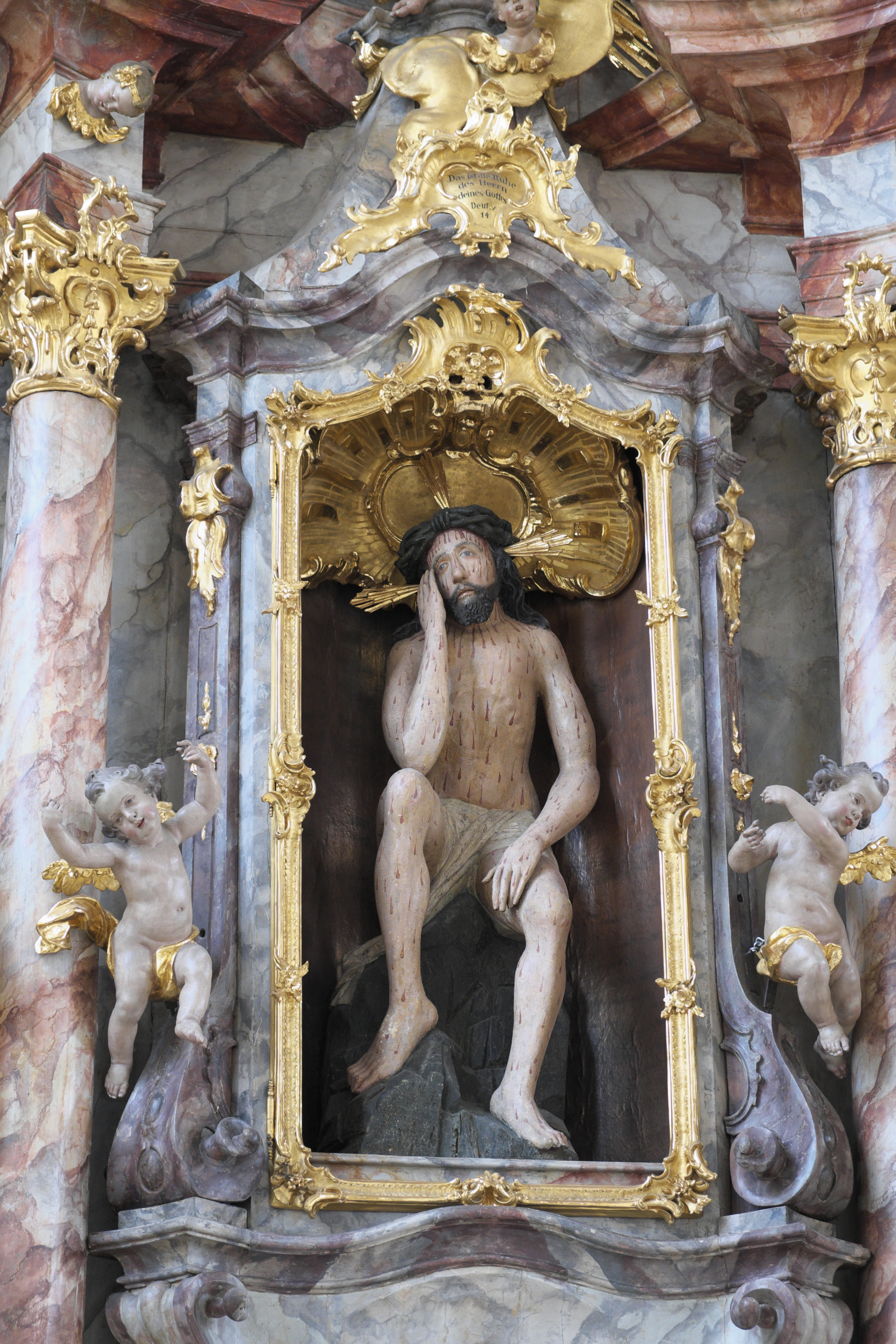
Christus in der Rast

Auch an den Rückwänden der Seitenkapellen sind jeweils wertvolle Gemälde angebracht, die von reichen Weilheimer Bürgern gestiftet wurden. Zudem beherbergt die Kirche Deutschlands größte Barockmonstranz, die sogenannte „Wurzel-Jesse-Monstranz“ von Joseph Anton Kipfinger.

## Orgeln

### Ehemalige Orgeln
Die Geschichte der Orgeln der Stadtpfarrkirche ist bis ins 17. Jahrhundert zurück dokumentiert. So erhielt die Kirche 1685 ein neues Instrument, das 1782 einem Neubau von Franz Thoma (Aitrang) wich. Dieses hatte 22 Register auf zwei Manualen sowie Pedal und wurde 1811 von Peter Paul Hörmüller aus Landsberg instand gesetzt. Es folgte ein erneuter Neubau durch den Münchner Orgelbauer Max Maerz im Jahr 1864 mit 31 Registern.
Im Jahr 1909 erstellte die Firma H. Koulen & Sohn eine neue Orgel mit 36 Registern auf zwei Manualen und Pedal.
1970 wurde von dem Orgelbauer Max Offner (Augsburg) eine neue Orgel erbaut. 1989 wurde das Instrument durch die Orgelbauer Riegner & Friedrich (Hohenpeißenberg) mit neuen Trakturen ausgestattet und geringfügig umdisponiert. In den Jahren 1994 bis 1998 wurde die Orgel durch die Orgelbauer Josef Maier und Stefan Niebler (Polling) erneut umgebaut, mit einem neuen Spieltisch ausgestattet, teilweise umdisponiert und neuintoniert. Das Schleifladen-Instrument hatte 41 Register (55 Pfeifenreihen) auf drei Manualwerken und Pedal. Es wurde 2023 nach Krobia, Polen verkauft, wo es in der Kirche St. Nikolaus aufgestellt wurde.

### Heutige Orgel

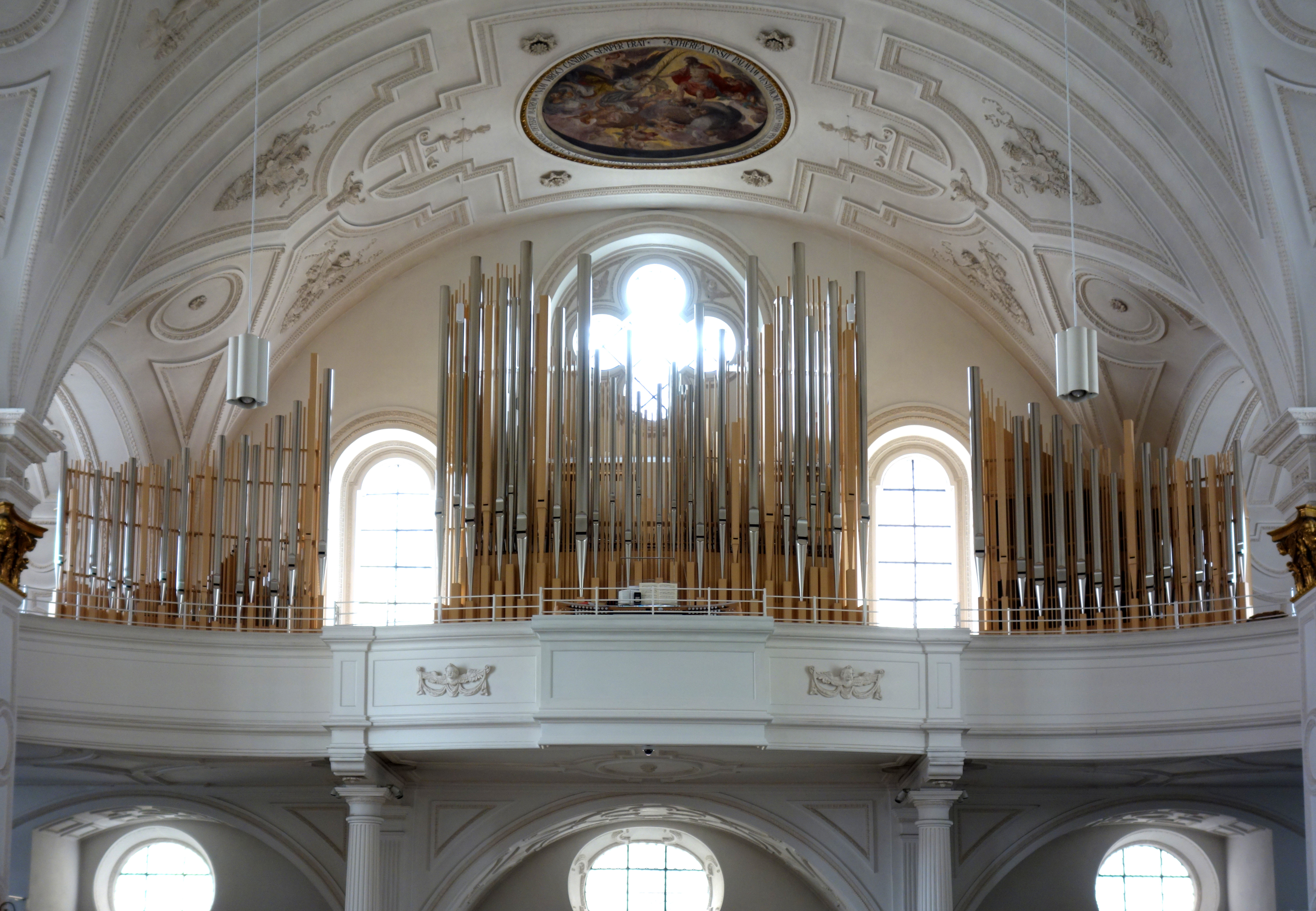
Die Späth-Orgel

Im April 2018 wurde beschlossen, eine neue Orgel anzuschaffen. Die Firma Freiburger Orgelbau Hartwig und Tilmann Späth erhielt den Auftrag im September 2020 und stellte 2024 das Instrument mit 54 Registern und acht Transmissionen auf vier Manualen und Pedal fertig. Die Disposition, an der Jean Guillou kurz vor seinem Tod noch mitarbeitete, lautet:
| I Positiv C–c4 |            |
| Flöte          | 8′         |
| Spitzgambe     | 8′         |
| Prinzipal      | 4′         |
| Nachthorn      | 4′         |
| Quinte         | 2 ⁄3′      |
| Blockflöte     | 2′         |
| Terz           | 1 3⁄5′     |
| Larigot        | 1 ⁄3′      |
| Piccolo        | 1′         |
| Zimbel II      | 2⁄3′+ 1⁄2′ |
| Dulzian        | 16′        |
| Krummhorn      | 8′         |
| Tremulant      |            |

| II. Hauptwerk C–c4 |        |
| Großprinzipal      | 16′    |
| Prinzipal          | 8′     |
| Gambe              | 8′     |
| Gedackt            | 8′     |
| Oktave             | 4′     |
| Hohlflöte          | 4′     |
| Großterz           | 3 1⁄5′ |
| Quinte             | 2 ⁄3′  |
| Superoktave        | 2′     |
| Mixtur IV          | 1 ⁄3′  |
| Kornett V (ab g0)  | 8′     |
| Fagott             | 16′    |
| Trompete           | 8′     |

| III. Schwellwerk C–c4 |        |
| Bordunflöte           | 16′    |
| Salizional            | 8′     |
| Holzflöte             | 8′     |
| Vox coelestis (ab c0) | 8′     |
| Traversflöte          | 4′     |
| Fugara                | 4′     |
| Nasat                 | 2 ⁄3′  |
| Flöte                 | 2′     |
| Terz                  | 1 3⁄5′ |
| Quinte                | 1 ⁄3′  |
| Trompette harm.       | 8′     |
| Oboe                  | 8′     |
| Vox humana            | 8′     |
| Tremulant             |        |

| IV. Schwell-Solo C–c4 (hinter Altar) |        |
| Flûte harmonique                     | 8′     |
| Flûte harmonique                     | 4′     |
| Nazard harmonique                    | 2 ⁄3′  |
| Octavín                              | 2′     |
| Tierce harmonique                    | 1 3⁄5′ |
| Basson                               | 16′    |
| Clarinette                           | 8′     |
| Tremulant                            |        |

| Pedal C–g1              |                     |
| Kontrabass              | 16′                 |
| Violon (aus HW)         | 16′                 |
| Subbass                 | 16′                 |
| Liebl. Gedeckt (aus SW) | 16′                 |
| Quintbass               | 10 2⁄3′             |
| Oktavbass               | 8′                  |
| Viola (aus HW)          | 8′                  |
| Gedacktbass             | 8′                  |
| Choralbass              | 4′                  |
| Fugara (aus HW)         | 4′                  |
| Prinzipal (aus HW)      | 2′                  |
| Theorbe III             | 6 2⁄5′+4 ⁄7′+2 5⁄9′ |
| Posaune                 | 16′                 |
| Fagott (aus HW)         | 16′                 |
| Trompete                | 8′                  |
| Fagott (aus HW)         | 8′                  |
| Klarine (aus HW)        | 4′                  |

- Koppeln:
  - Normalkoppeln: II/I, III/I, IV/I, III/II, IV/II, IV/III, I/P, II/P, III/P, IV/P
  - Superoktavkoppeln: Super II, Super III, Super IV, Super III/P
  - Suboktavkoppeln: Sub II, Sub III, Sup IV
- Bemerkungen: Schleifladen, mechanische Tontraktur, elektrische Pedal- und Registertraktur

## Glocken
Als Ersatz für ein Geläut aus Stahlglocken aus dem Jahr 1947 wurden 2004 insgesamt sechs neue Glocken von der Glockengießerei Grassmayr aus Innsbruck gefertigt. Diese stellen das erste Geläut dieses Herstellers in Bayern dar.
Einheitliche dekorative Gestaltung: Glockenkunde

### Übersicht
Alle Glocken werden am sog. „Glockenhals“ geschmückt von einem friesartigen Flachrelief, welches das Alpenpanorama der Weilheimer Region einfängt, stilistisch gefasst als Gürtel mit einer wappenartigen Gürtelschnalle, die den Abtsstab des Wessobrunner Abts Beda darstellt und symbolisch für den gesamten Pfaffenwinkel stehen soll. Dieser Abtsstab wurde vom Regensburger Bischof dem Kloster Metten 1830 zur Wiedergründung geschenkt. In der Curva des Stabes befindet sich eine Nachbildung des Wessobrunner Gnadenbildes. Eingefangen im Fries ist der Blick vom Hohenpeißenberg, einem uralten Wallfahrtsort, einem der heiligen „Berge“, der die Region des Pfaffenwinkels dominiert. Die dargestellte Bergkette reicht vom Quellgebiet der Isar über das der Loisach und der Ammer bis hinüber zum Lech. Der Klangraum, der weite Schall der Weilheimer Glocken, ist eingefasst vom nahen Horizont der Berge. Auf der Glockenschulter ist das von Weilheim aus zu sehende Alpenpanorama dargestellt.
| Glocke | Name                      | Schlagton | Gewicht | Durchmesser |
| ------ | ------------------------- | --------- | ------- | ----------- |
| 1      | Marienglocke              | H°        | 2850 kg | 167 cm      |
| 2      | Herz-Jesu-Glocke          | cis′      | 1850 kg | 145 cm      |
| 3      | Auferstehungsglocke       | e′        | 1400 kg |             |
| 4      | St.-Franziskus-Glocke     | gis′      | 0550 kg | 96 cm       |
| 5      | Pater-Rupert-Mayer-Glocke | h′        | 0380 kg | 86 cm       |
| 6      | St.-Benno-Glocke          | fis′′′    | 033 kg  | 32 cm       |

### Einzelbeschreibungen

#### Marienglocke
- Inschrift: „Patronin voller Güte, uns alle Zeit behüte!“
- Stilelement: Rose
- Schlagton: h0
- Gewicht: 2850 kg
- Durchmesser: 167 cm
- Rippe: mittelschwer

Die Gottesmutter Maria ist nicht nur Patrona Bavariae, sondern sie ist ganz speziell neben ihrer Mutter Anna auch die Schutzpatronin der Gemeinde Maria Himmelfahrt in Weilheim. Der Glockenspruch ist der Refrain eines weithin bekannten Marienliedes. Die Mariendarstellung auf der Flanke der Glocke ist übernommen von der den Marienplatz beherrschenden Mariensäule. Die Marienfigur gehört zum Grundtypus der gotischen Madonnen. Diese geht zurück auf die Mariendarstellung einer Kirche in Konstantinopel („Panagia Hodigitria“, die den Weg weisende Maria), aufrecht in ihrer Haltung, während das Kind auf ihrem linken Arm die Hand segnend erhebt. Die linke Hand des Jesuskindes ruht auf dem Reichsapfel, um den Herrschaftsanspruch über den Erdkreis zu unterstreichen. Diese Art der Darstellung war in der Ostkirche besonders weit verbreitet.
Die Symboldeutung der Mondsichel, auf der die Maria steht, ist im Gegenbezug zur Sonne zu sehen. Der Mond verkörpert das weibliche Prinzip, das sein Licht von der Sonne empfängt und während verschiedener Zeitphasen seine Gestalt wechselt. Die Rose kann ihrer Zartheit wegen als Symbol der Vergänglichkeit gedeutet werden, die verblüht, bevor sie aus ihrer Knospe ihre Pracht neu entfaltet. Sie steht damit im Wechselbezug zur Mondsichel. Auf den Glocken von Weilheim repräsentiert die Rose zusammen mit dem Ölzweig und dem Palmbaum den pflanzlichen Teil der Schöpfung.
Auf der Rückseite der Marienglocke imponiert das weitläufig bekannte Bild des Marktplatzes der Stadt, eine Hommage an den Bürgersinn und die Gemeinschaftsleistung, die die Renovierung der Kirche samt Glockenstuhl und den Guss neuer Glocken ermöglicht hat. Als Abbild des Bürgerstolzes einer Stadt stehen die schönen Fassaden der Bürgerhäuser. In Verkleinerung taucht hier wieder die Mariensäule auf, eben jenes Motiv, welches die Vorderseite der Glocke ziert. Über der Stadt funkeln die Sterne, hier die Sternenkonstellation Virgo, die ihre Arme bildlich ausbreitet über die Stadt.

#### Herz-Jesu-Glocke
- Inschrift: „Laudo, voco et congrego, ploro, fugo et decoro“[10]
- Stilelement: Gregorianisches Notenbild
- Schlagton: cis′
- Gewicht: 1850 kg
- Durchmesser:145 cm
- Rippe: mittelschwer

Jesus, leidend am Palmbaum, steckt voll tiefer urchristlicher Symbolkraft. Die Palmzweige des Palmsonntags, die auf den triumphalen Einzug Jesu in Jerusalem hinweisen, sollen schon im Voraus die Auferstehung jenseits des Passionsgeschehens andeuten.

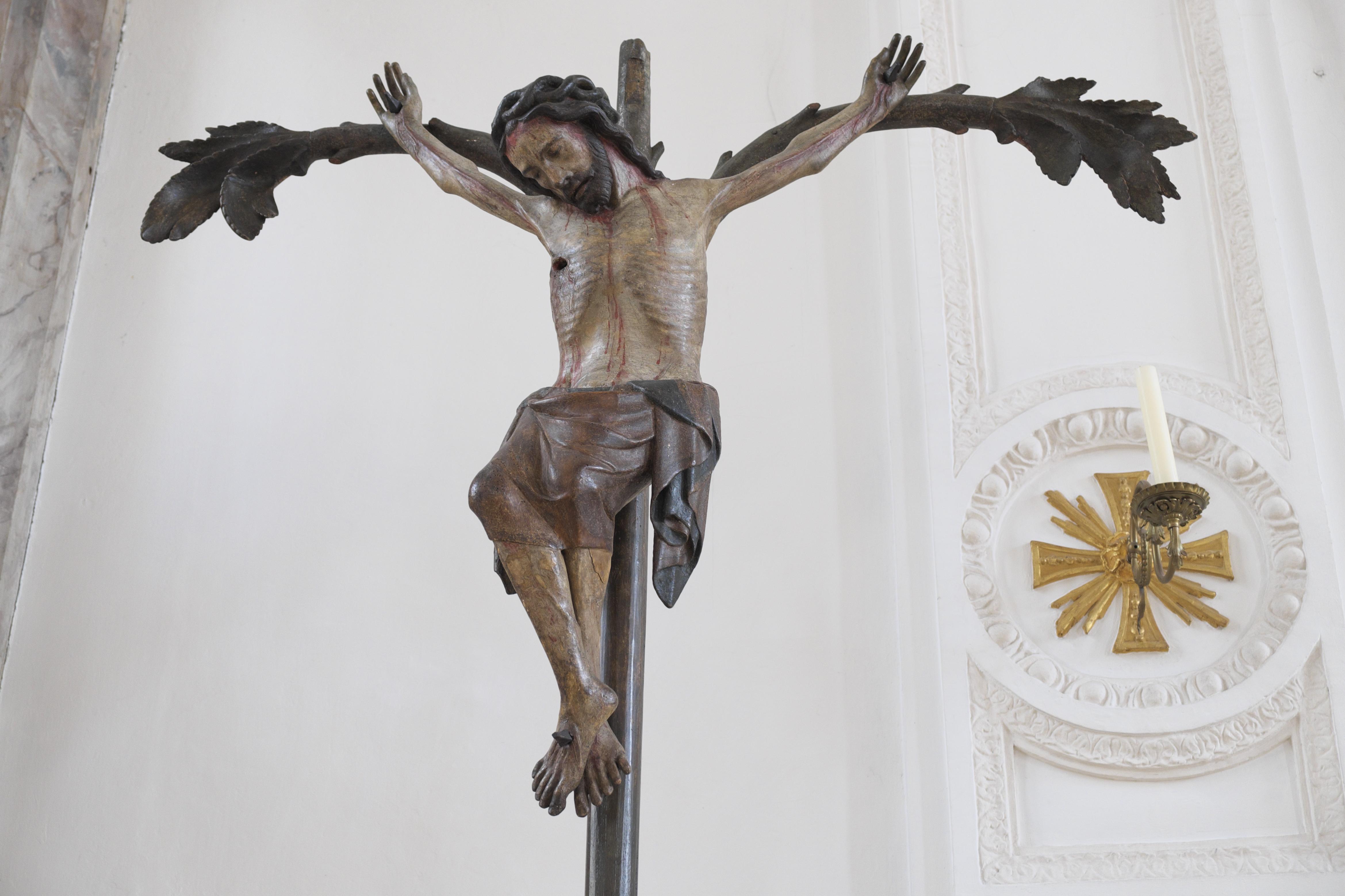
Jesus am Palmkreuz, Palme als Lebensbaum, Verheißung der Auferstehung, unbekannter Künstler

Die Dornenkrone kehrt stilistisch wieder als dekoratives Element (Stacheldraht) auf der Rupert-Mayer-Glocke. Der Glockenspruch fasst Bedeutung und Funktion des Geläuts, die religiösen, gesellschaftlichen und politischen Aufgaben der Glocken treffend zusammen. Es ist ein alter Glockenspruch, der in einem Hexameter die sog. „virtutes campanae“ (Tugenden der Glocke) zusammenfasst:

“Laudo Deum Verum, Plebem Voco, Concrego Clerum

Defunctos Ploro, Pestem Fugo, Festa Decoro”

„Ich lobe den wahren Gott, ich rufe das Volk, ich versammle den Klerus

Die Toten beweine ich, die Epidemien vertreibe ich, die Festtage schmücke ich.“

#### Auferstehungsglocke
- Motiv: Auferstandener Jesus
- Inschrift: „In Christo Jesu, unserem Herrn, wollen wir leben und sterben gern“
- Schlagton: e′
- Gewicht: 1400 kg
- Stilelement: Ölzweig
- Rippe: schwer

Bei den Weilheimer Glockenmotiven ist das Osterfest die thematische Weiterentwicklung der Kreuzigung am Palmkreuz. Die Aureole, die Christus hier umgibt, ist kreisrund und wird von seinen ausgebreiteten Armen gehalten. Mit einem Fuß berührt er noch das eingeschriebene Quadrat, das in der Mystik der Zahlen und Geometrie mit dem irdischen Dasein verbunden ist: vier Jahreszeiten, vier Lebensabschnitte, vier Elemente, vier Wind- und Himmelsrichtungen.
Der Ölzweig ist eine der symbolträchtigsten Pflanzen der Antike sowie der biblischen Welt. Das Öl symbolisiert den Geist Gottes und die von ihm ausgehende geistige Kraft.

#### St.-Franziskus-Glocke
- Motiv: Franziskus mit der Taube
- Inschrift: „Pax et Bonum“ – „Frieden und Heil“
- Stilelement: Taube
- Schlagton: gis′
- Gewicht: 550 kg
- Durchmesser: 96 cm
- Rippe: mittelschwer

Der Hl. Franziskus mag exemplarisch stehen für die Bewegung des Mönchstums, das das Weilheimer Umland des sogenannten Pfaffenwinkels so nachhaltig geprägt hat. Die Darstellung des hl. Franziskus auf der Weilheimer Glocke ist übernommen von einem alten Fresco in der Capella Bardi in S.Croce, Florenz. Die Mönchstracht war eine einfache Kutte mit Kapuze und Gürtel (Cingulum). Der hl. Franziskus hält das Buch in seiner linken Hand, die Rechte ist zur Segnung erhoben – eine Parallele zum Motiv des Christuskindes auf dem linken Arm der Maria. In der christlichen Tradition steht die Taube als Symbol des Heiligen Geistes für göttliche Inspiration.

#### Pater-Rupert-Mayer-Glocke
- Motiv: Porträt Pater Rupert Mayer
- Inschrift: „Ich kann nicht schweigen“
- Stilelement: Stacheldraht
- Schlagton: h′
- Gewicht: 380 kg
- Durchmesser: 86 cm
- Rippe: schwer

„Ich kann nicht schweigen“ ist ein Motto, das Jesuit Rupert Mayer in den Jahren des Nationalsozialismus ablegte. Das Stilelement dieser Glocke ist der Stacheldraht, der mahnen soll an die vielen zu Unrecht eingesperrten Menschen in aller Welt und an die unmenschlichen Grenzziehungen, die es nach der Wiedervereinigung Europas in vielen Teilen der Welt noch gibt. Der Stacheldraht ist die Dornenkrone Christi in unserer Zeit.

#### St.-Benno-Glocke
- Motiv: Fisch mit Schlüsselpaar
- Inschrift: „Euer Herz sei ohne Angst!“
- Stilelement: Wellen mit Anker
- Schlagton: fis′′′
- Gewicht: 33 kg
- Durchmesser: 32 cm
- Sonderrippe: sehr schwer

Auf dem Glockenrelief wird der heilige Benno in bischöflichen Gewändern mit einem Fisch, der zwei Schlüssel im Maul hält. Der Legende nach soll er den Domschatz bei einer Plünderung gerettet haben, indem er die Schüssel zur Schatzkammer in die Elbe warf. Nach dem Abzug der Feinde soll ein Fischer dem Bischof einen Fisch gebracht haben, in dessen Magen man die Schlüssel wiederfand. Auf der Glocke ist ein nach den Schlüsseln schnappender Fisch dargestellt. Das Element und Taufsakrament Wasser wird durch das Stilelement der Wellen eingefangen, die auch hier wieder die Glocke zusammen mit der symbolischen Gürtelschnalle des Ankers umgürten. Eine Kopie der „Wasserglocke“ mit dem sinnhaltigen Spruch „Euer Herz sei ohne Angst“ wurde als Geschenk aus Weilheim der Deutschen Marine am Tag der Glocken für das Minensuchboot „MS Weilheim“ als Schiffsglocke übergeben.